# Bitwa na Long Island
Bitwa na Long Island – starcie zbrojne, mające miejsce 27 sierpnia 1776, w czasie kampanii nowojorskiej, podczas wojny o niepodległość Stanów Zjednoczonych Ameryki. Zwycięstwo wojsk angielskich dowodzonych przez Williama Howe spowodowało w armii kolonistów dowodzonych przez Jerzego Washingtona straty w postaci 1500 żołnierzy oraz szerzenie się dezercji.

## Wstęp
22 sierpnia admirał Richard Lord Howe, naczelny dowódca brytyjski na obszarze nowojorskim, wydał rozkaz wyruszenia o świcie przeciwko Armii Kontynentalnej. Amerykańska, wysunięta placówka pod dowództwem pułkownika Edwarda Handa wysłała wiadomość do Washingtona, że Brytyjczycy szykują się do wkroczenia na Long Island ze strony Staten Island zajętej przez nich 3 lipca siłami 22 000 ludzi. Pod ogólnym dowództwem generała Williama Howe’a i operacyjnym dowództwem generałów: Charlesa Lorda Cornwallisa oraz Sir Henry’ego Clintona Brytyjczycy zebrali siły 4 000 ludzi. Brytyjczycy zaczęli swe lądowanie w zatoce Gravesend, do której, po wzmacnianiu swych sił stojących od 7 tygodni na Staten Island, admirał Howe wysłał 88 fregat. Brytyjczycy wysadzili łącznie 15 000 ludzi na Brooklynie spośród znajdujących się łącznie w okolicy 22 000.
Nie jest znana liczba żołnierzy, którą dysponowali Amerykanie w bitwie na Long Island, ale oceniana jest ona, na co najmniej 10 000 ludzi, głównie milicji prowincji Nowy Jork wzmocnionej przez oddziały z Connecticut, Delaware i Maryland. Zajmowała ona ufortyfikowany obóz Brooklyn. Ich prawa flanka była chroniona przez bagna, które rozprzestrzeniały się do East River koło Mill Creek. Lewą wyznaczało kolano rzeki zwane Wallbach Bay. W poprzek półwyspu od Mill Creek do Wallbach Bay Amerykanie wznieśli umocnienia m.in. z obalonych drzew flankowane przez silne reduty. Na ich tyłach znajdowała się East River. Przed wzmacnianym obozem, w pewnym dystansie od niego, znajdowało się pasmo lesistych wzgórz przecinające wyspę. Przez to pasmo były przejścia przez trzy różne wąwozy – jedno najbardziej wysunięte na południe koło Narrows, inne w środku na drodze do Flatbush i trzecie przy północno-wschodnim krańcu wzgórz na drodze do Bedford. Te wąwozy zostały troskliwie sprawdzone przez generała Greena, ponieważ było oczywiste, że brytyjska armia chcąc znaleźć się po drugiej stronie grzbietu – musi je przekroczyć. Generał Sullivan, który przejął dowództwo z powodu choroby Greena jednak nie docenił znaczenia wąwozów. Po lądowaniu Brytyjczyków wysłał on silne oddziały do strzeżenia przejść koło Narrows i na drodze do Flatbush. Jednak bardziej odległe wąwozy nie były chronione odpowiednio – po prostu wysyłano oficera z kilkoma ludźmi, którzy mieli meldować, jeśli w okolicy pojawiłby się nieprzyjaciel.

## Bitwa
Generał Howe wkrótce dowiedział się, że najmniejszą trudność w pochodzie na rebeliantów będzie miał, maszerując przez któryś z odległych wąwozów. Wcześnie rano 27 sierpnia, asystował Henry’emu Clintonowi, który posuwał się z silną kolumną w kierunku takiego wąwozu. Po to, żeby odwrócić uwagę Amerykanów od tego ruchu, rozkazał on generałom Grantowi i Heisterowi, atakować przejścia koło Narrows i na drodze do Flatbush. Generał Grant podszedł do najbardziej południowego wąwozu. Amerykanie początkowo chcieli uciekać, ale dowódca oddziału wyznaczony do obrony wąwozu zajął korzystną pozycję i dzielnie ją utrzymywał. Generał Heister, z „Hesami” ostrzeliwał drogę Flatbush.
Kiedy uwaga Amerykanów była skupiona na tych dwóch kolumnach, główne siły Brytyjczyków kierowały się ku odległemu przejściu przez grzbiet. Amerykański oficer, który miał informować o niebezpieczeństwie zagrażającym z tej strony, wypełnił swój obowiązek tak źle, że kolumna generała Howe’a wyszła na tyły oddziały broniącego wąwozu koło Flatbush, zanim podniesiono alarm.
Oddziałem, który bardzo dobrze opierał żołnierzom heskim był 1st Maryland Regiment, który odparł 6 takich ataków. Żołnierze dostali informacje o wejściu przeciwnika na ich lewe skrzydło, które nie było już wcale bronione. Kiedy Brytyjczycy weszli na ich lewe skrzydło i zaczęła się z nimi walka, oddział ten zaczął się powoli wycofywać. Ruch był spóźniony, gdyż teraz walczyli z Brytyjczykami, którzy wyszli na ich tyły oraz z Hesami napierającymi od czoła, którzy zmusili ich do odwrotu. Oddziały amerykańskie dostały się w dwa ognie, jednak rozpaczliwym wysiłkiem przebiły się przez linie brytyjskie do obozu.
Oddział 1st Maryland Regiment, który stał naprzeciw generała Granta walczył dzielnie i utrzymywał swoje pozycje do nadejścia informacji o klęsce lewego skrzydła. Regiment podjął walkę z oddziałami atakującymi z lewego skrzydła, ale zmuszono ich do odwrotu i oddział zaczął się wycofywać w nieładzie. Część uciekła przez bagna, gdzie wielu zginęło. Większość zdołała dotrzeć do obozu.
Brytyjscy żołnierze chcieli atakować obóz, lecz generał Howe dbający o życie żołnierzy wolał zmusić przeciwnika do kapitulacji bądź ewakuacji wojsk.
Podczas nocy 30 sierpnia 1776 Amerykanie ewakuowali się z Long Island i wycofali na Manhattan. Washington rozkazał młodemu patriocie o nazwisku Nathan Hale udać się jako holenderskiemu nauczycielowi w celu śledzenia Brytyjczyków i poznania ich zamiarów. Misja zakończyła się sukcesem, lecz później Hale został schwytany i powieszony.